# 列瓦季夫卡
47°32′54″N 30°25′8″E / 47.54833°N 30.41889°E
萊瓦迪夫卡（烏克蘭語：Левадівка）是位於烏克蘭西南部的村莊，由敖德萨州贝雷济夫卡区的安德里耶沃-伊萬尼夫卡市鎮負責管轄。該村始建於1917年，面積2.22平方公里，海拔高度43米，2001年人口824，人口密度每平方公里371.17人。